# Утины
Утины — дворянский род.

## Происхождение и история рода
Определением Санкт-Петербургского дворянского депутатского собрания от 01.12.1873 Яков Исаакович Утин признан в потомственном дворянском достоинстве с внесением в III часть Родословной книги (на основании определения Департамента Герольдии Правительствующего Сената 28.05.1869 о признании в дворянском достоинстве с правом внесения в 3-ю часть РК, свидетельство. Департамента Герольдии Правительствующего Сената от 30.05.1869)..

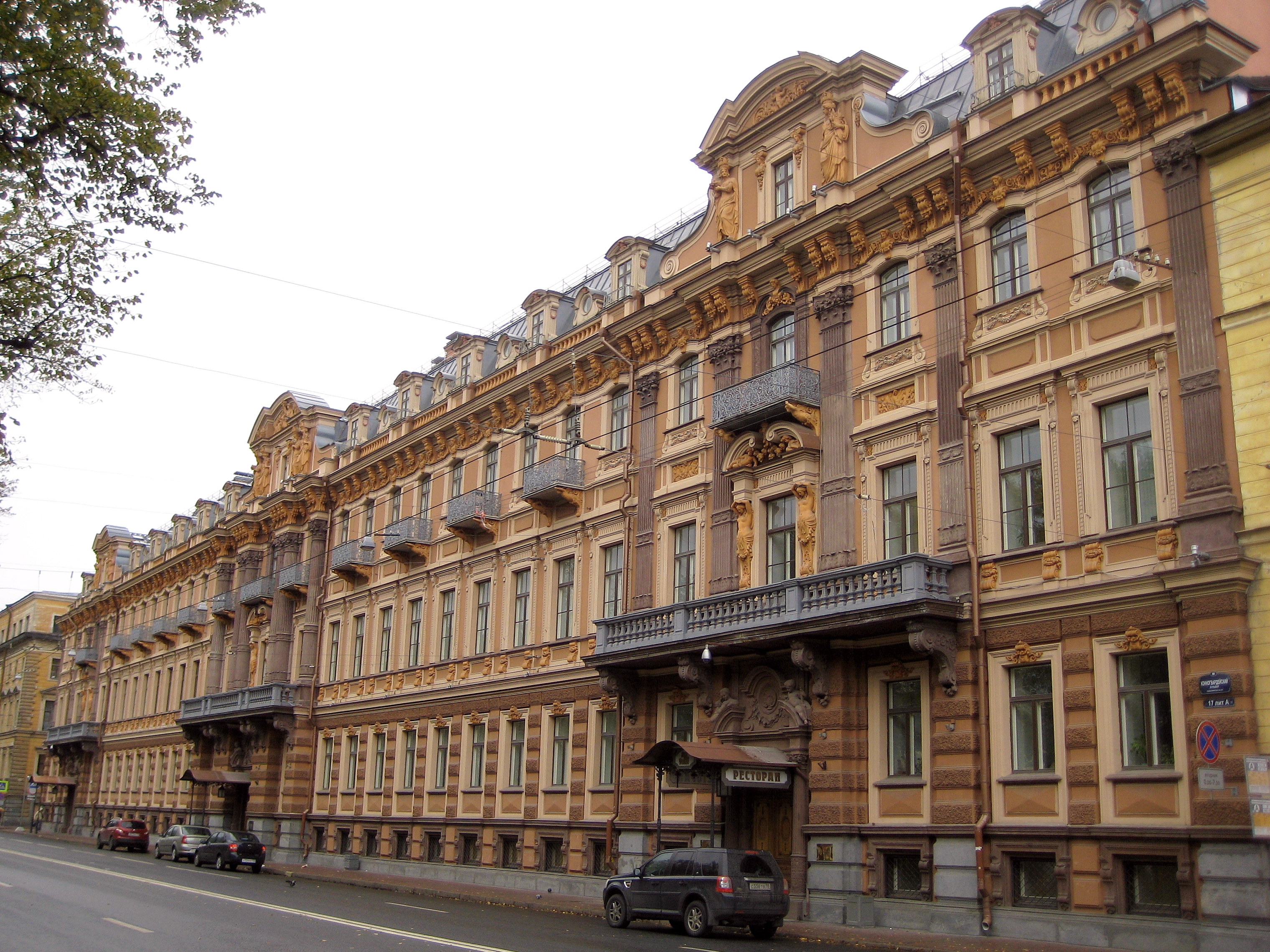
Дом Утина

Его отец — Исаак Иосифович Утевский (1812—1876) уроженец Гомеля был купцом I гильдии разбогатевшим за счёт винных откупов в Архангельске, и крестившегося в православие сменив фамилию на Утин. Братья — революционер Николай Исаакович Утин, юристы Евгений, Борис и Лев Исааковичи Утины. Исааку Утину в Петербурге принадлежало несколько доходных домов. В одном из них расположен ресторан «Дом купца Утина» (Конногвардейский бульвар, 17).

## Описание герба
Щит поделен горизонтально и вертикально на девять частей. Поля щита черные и золотые. В них по муравью переменных с полями цветов. Над щитом дворянский коронованный шлем. Нашлемник — два орлиных крыла, правое золотое, на нем черный муравей, левое черное, на нем золотой муравей. Намёт чёрный с золотым. Девиз: LABORE ET PERSEVERANTIA, золотом по черному. Герб Утиных внесен в Часть 14 Сборника дипломных гербов Российского Дворянства, невнесенных в Общий Гербовник, № 68.